# William Gopallawa
William Gopallawa (in singalese විලියම් ගොපල්ලව; in tamil வில்லியம் கோபள்ளவா; Matale, 17 settembre 1896 – Colombo, 31 gennaio 1981) è stato un politico singalese.
È stato il primo Presidente dello Sri Lanka, in carica dal maggio 1972 al febbraio 1978.
Già dal marzo 1962 al maggio 1972 era stato Governatore generale di Ceylon.
Inoltre dall'agosto 1976 al febbraio 1978 è stato Segretario Generale del Movimento dei paesi non allineati.